# Helmuth Westhoff
Helmuth Westhoff (* 7. März 1891 in Bremen; † 16. August 1977 in Fischerhude) war ein deutscher Maler.

## Leben
Helmuth Heinrich Bruno Westhoff wurde als drittes und jüngstes Kind des Kaufmannes Friedrich Heinrich Eduard Westhoff und dessen zweiter Ehefrau Johanna Caroline Natalie, geb. Hartung, in Bremen geboren. Die Familie Westhoff betrieb in der Bremer Innenstadt, Wachtstraße 11, einen Handel mit Kolonialwaren wie z. B. Kaffee, Tee und Kakao, der sich bald zu einer der bedeutendsten Großröstereien und Kaffeehandelsgesellschaften in Deutschland entwickelte. Seine 13 Jahre ältere Schwester Clara Henriette Sophie ist die Bildhauerin Clara Rilke-Westhoff. Aufgewachsen ist Helmuth Westhoff im damals dörflichen und heutigen Bremer Ortsteil Oberneuland auf. Sein Vater Friedrich war schon Maler von Aquarellen und erweckte so das Interesse von Helmuth an der Malerei, so dass er schon früh in den Wümmewiesen zu zeichnen und zu malen begann. Durch die Erbschaft nach dem frühen Tod des Vaters erlangte er für einige Jahre eine finanzielle Unabhängigkeit und nutzte diese Zeit, um ersten Malunterricht bei Carl Weidemeyer in Worpswede zu nehmen. Dazu brach er den Besuch der Oberrealschule ab. Auch seine kaufmännische Lehre in Hamburg hat er abgebrochen, um 1908/1909 bei Otto Modersohn in Fischerhude weiteren Malunterricht zu nehmen. In dieser Zeit setzte er sich intensiv mit der Malerei, speziell den Stillleben der 1907 verstorbenen Paula Modersohn-Becker auseinander. 1911 gehörte er zusammen mit Johann Heinrich Bethke (1885–1915), Fritz Cobet (1885–1963), August Haake (1889–1915), Rudolf Franz Hartogh (1889–1960), Wilhelm Heinrich Romeyer (1882–1936) und Bertha Schilling (1870–1935) zu den Jungen Wilden von 1911 in Fischerhude.
Später ging Westhoff nach Berlin, um bei Lovis Corinth Akt- und Porträtmalerei zu studieren. An der Akademie in München, bei dem damals angesehenen Porträt-, Landschafts- und Figurenmaler Hermann Groeber, setzte er das Studium fort. Aufgrund zeitweiliger Depressionen unterzog er sich im Winter und Frühjahr 1911/12 einer Psychoanalyse bei Viktor Emil von Gebsattel, der sich später als Psychiater und Psychotherapeut einen Namen machte. In München freundete er sich mit dem französischen Bildhauer Gérard Vuerchoz an und folgte ihm nach Paris, wo er seine Studien bei Lucien Simon an der Académie de la Grande Chaumière, einer offenen Kunstschule am Montparnasse, fortsetzte. In dieser Zeit malte Westhoff vornehmlich Porträts und Stillleben, die Einflüsse der Spätimpressionisten, darunter van Gogh und Gauguin, aber auch Toulouse Lautrec, verarbeiten. Zu Beginn des Ersten Weltkrieges lernte Westhoff 1914/15 während seiner militärischen Ausbildung in Güstrow den Bildhauer Ernst Barlach kennen. Barlach beschrieb den 24-jährigen Maler am 30. August 1915 als guten, träumerischen Jungen, dessen Treuherzigkeit und Abkehr vom Leben er als Hang zu idyllischem Gartenlaubenglück empfand. Ab 1918 wurde Fischerhude, wo seine Schwester, die Bildhauerin Clara Westhoff, lebte, der Mittelpunkt seines künstlerischen Schaffens, wo er sich 1931 ganz niederließ. Dort kam er auch in Kontakt mit dem Lyriker Ernst Reden (1914–1942), einem Rilke-Verehrer. Westhoff war der Schwager Rainer Maria Rilkes, der mit seiner Schwester Clara Westhoff verheiratet war.
In den ersten Kriegsjahren kämpfte Westhoff als Artillerist in der Champagne in Nordfrankreich.
1926 begegnete er in Berlin dem Architekten, Tänzer und Maler Hellmut Müller-Celle (1903–1982), bei dem er die Kriegsjahre 1943–1945 in dessen Atelier in Celle und bei der Familie Mehring/Kahle in Ahnsbeck bei Celle verbrachte. Nach dem Krieg kehrte er nach Fischerhude zurück, wo auch seine Schwester Clara und seine Mutter lebten. Er widmete sich der Landschaftsmalerei, nahm aber gleichzeitig Unterricht bei Leo von König in Berlin. Mehrere Studienreisen führten ihn 1948 nach England, wo ihm die Malerei William Turners zum nachhaltigen Erlebnis wurde. Bis 1962 war er im Sommer häufig bei dem aus Bremen stammenden Dichter, Übersetzer und Architekten Rudolf Alexander Schröder und dessen Schwester Dora in Bergen/Obb. zu Gast.
Ab 1954 hatte er mit seinem Lebenspartner Hellmut Müller-Celle in Fischerhude ein gemeinsames Atelier und beide lebten bis zu seinem Tod zusammen. Beide wurden gemeinsam mit Clara Westhoff „zu geistigen Mittelpunkten Fischerhudes, bei denen sich Gäste und Freunde aus nah und fern in Liebe zu Literatur und Bildender Kunst zusammenfanden“. Ein Briefwechsel mit dem Naturwissenschaftler und Künstler Hubert Gottschling befindet sich im Deutschen Literaturarchiv Marbach,
Westhoff war Mitglied im Bremer Künstlerbund und im Reichsverband bildender Künstler in Berlin. Helmuth Westhoff starb am 16. August 1977 an den Folgen eines Schlaganfalls in seinem Haus an der Wümme in Fischerhude, er wurde in Fischerhude im Familiengrab der Familie Rilke begraben.

## Werke
- Stillleben mit Apfel, um 1910.
- Stillleben mit Glasflasche, um 1920.
- Sommerliche Überschwemmung, 1920.
- An der Wümme bei Fischerhude, 1923.
- Blumenstillleben mit Herbstblumen, 1930.
- Bootsfahrt auf der Mühlenlaake, 1930.
- Blumenstrauß mit Rittersporn und Dahlien, 1931.
- Boote an der Wümme, um 1940.
- An der Wümme in Fischerhude, 1947.
- Sommerstrauß in blauer Vase, um 1960.